# Pierangelo Bincoletto
Pierangelo Bincoletto (né le 14 mars 1959 à Oderzo, dans la province de Trévise en Vénétie) est un ancien coureur cycliste italien.

## Biographie
Professionnel de 1980 à 1996, Pierangelo Bincoletto a remporté huit courses de six jours.
Il a été champion d'Europe de l'américaine en 1990 avec Jens Veggerby, puis vice-champion d'Europe en  1995 avec Marco Villa. Une fois sa retraite prise, il a ouvert un restaurant près de Grenoble avec sa femme française.

## Palmarès sur route

### Palmarès amateur
- 1977
  -  Médaillé de bronze du championnat du monde du contre-la-montre par équipes juniors
  - 10e du championnat du monde sur route juniors
- 1978
  - La Popolarissima
  - 1re et 3e étapes du Tour de la Vallée d'Aoste
  - Tour de Lombardie amateurs
- 1979
  - Milan-Busseto
  - Étoile du Sud
  - Prologue du Tour de la Vallée d'Aoste (contre-la-montre par équipes)
  - Giro del Medio Po

### Palmarès professionnel
- 1982
  - 2e de Cagliari-Sassari
- 1984
  - 3e étape du Tour du Trentin
- 1988
  - 2e du Tour de Vendée

### Résultats sur les grands tours

#### Tour de France
2 participations
- 1983 : abandon (17e étape)
- 1986 : 128e

#### Tour d'Italie
7 participations 
- 1981 : 56e
- 1982 : abandon (21e étape)
- 1983 : 104e
- 1984 : 66e
- 1985 : abandon (16e étape)
- 1986 : 75e
- 1988 : 101e

## Palmarès sur piste

### Jeux olympiques
- Moscou 1980
  - 4e de la poursuite par équipes
  - 7e de la poursuite individuelle

### Championnats du monde amateurs
- Amsterdam 1979
  -  Médaillé d'argent de la course aux points
  -  Médaillé de bronze de la poursuite par équipes

### Six jours
- 1987 : Rotterdam (avec Danny Clark)
- 1989 : Zurich (avec Adriano Baffi), Bordeaux (avec Laurent Biondi)
- 1990 : Zurich (avec Adriano Baffi)
- 1992 : Stuttgart (avec Danny Clark), Grenoble (avec Gilbert Duclos-Lassalle)
- 1993 : Grenoble (avec Gilbert Duclos-Lassalle)
- 1994 : Bologne (avec Adriano Baffi)

### Championnats d'Europe
- 1982
  -  Médaillé de bronze de l'américaine
- 1990
  -  Champion d'Europe de l'américaine (avec Jens Veggerby)
- 1995
  -  Médaillé d'argent de l'américaine

### Championnats d'Italie
- Champion d'Italie de poursuite par équipes amateurs en 1979 (avec Moreno Argentin, Maurizio Bidinost et Raniero Gradi)
- Champion d'Italie de course aux points amateurs en 1979
- Champion d'Italie de course aux points en 1982